# 普瓦德拉 (路易斯安那州)
普瓦德拉（英語：Poydras）是位於美國路易斯安那州聖貝爾納堂區的一個普查規定居民點。

## 人口
根據2020年美國人口普查的數據，普瓦德拉的面積為11.06平方千米，當中陸地面積為10.12平方千米，而水域面積為0.94平方千米。當地共有人口2536人，而人口密度為每平方千米229.29人。